# Rhododendron 'Hawaii'
Rhododendron 'Hawaii' — сорт вечнозелёных рододендронов гибридного происхождения.

## Биологическое описание
В возрасте 10 лет высота растений около 120 см, ширина около 120 см.
Листья эллиптические, с острой вершиной, клиновидным основанием, матово-зелёные, длиной около 8,3 см, сохраняются около 2-х лет.
Соцветие зонтиковидное, несёт около 15 цветков.
Цветки воронковидные, края лепестков гофрированные, 7,6 см в диаметре, яркие, пурпурно-красные. Пятно на внутренней стороне верхнего лепестка бледно-жёлто-зелёное. Аромат отсутствует.

## В культуре
Выдерживает понижения температуры до −32 °C.